# 샤니 (기업)
샤니(Shany)는 대한민국의 빵 전문 회사이다.

## 사업 분야
빵·잼류·케이크류·빙과류를 생산·판매하며, 계열사에 파리크라상·비알코리아, SPC삼립 등이 있다. 본사는 경기도 성남시 중원구 둔촌대로457번길 13(상대원동)에, 공장은 경기도 성남시, 광주광역시 광산구 및 북구, 대구광역시 달성군 등지에 있는데 한때 부산에도 공장이 있었으나 1998년을 끝으로 문을 닫았다.
계열사
- SPC삼립
- 파리크라상
- 비알코리아
  - 배스킨라빈스
  - 던킨 도너츠
- SPL

## 본점 및 지점 현황
- 본점: 경기도 성남시 중원구 둔촌대로457번길 13 (상대원동)
- 부산지점: 부산광역시 사상구 장인로 3 (감전동)
- 대구지점: 대구광역시 달성군 논공읍 논공중앙로54길 7
- 광주지점: 광주광역시 광산구 하남산단5번로 67 (장덕동)
- 서울지점: 서울특별시 서초구 강남대로 369 (서초동, 나라빌딩)
- 인천지점: 인천광역시 미추홀구 석정로 339 (도화동)
- 대전지점: 대전광역시 대덕구 신탄진로738번길 104 (신탄진동)

## 같이 보기
- SPC삼립
- SPC그룹